# Northrop Grumman E-8 Joint STARS
Northrop Grumman E-8 Joint STARS (Surveillance Target Attack Radar System) är ett spaningsflygplan tillverkat av amerikanska Northrop Grumman till USA:s flygvapen och USA:s arme. Flygplanet användes som spaningsflygplan och luftburen stridsledning. Flygplanet är baserat på tidigare civila Boeing 707-300 som modifierats och försetts med spaningsutrustning.

## Bakgrund
Under mitten av 1980-talet hade USA:s arme och USA:s flygvapen separata program som fokuserade på utveckling av teknologi som kunde användas för att övervaka markmål på långt avstånd. Myndigheterna valde att slå ihop sina program och därav namnet "Joint" i flygplansmodellens namn. 1987 testade man den första prototypen av flygplanet och 1991 skickades den ena prototypen för att medverka i Operation Desert Storm.
Tidigt i flygmodellens utveckling valde Northrop Grumman att endast köpa in begagnade flygplan och sedan bygga om dessa till E-8 Joint Stars. Alla färdiga modeller av E-8 är ombyggda tidigare civila Boeing 707. 
Flygplanen konstrueras och testas vid Chennault International Airport (KCWF) i Lake Charles, Louisiana.

## Instrument

### Radar
På undersidan är flygplanet utrustat med en 12 meter lång radarantenn som ligger i en kanotformad kåpa. Radarn är en APY-7 radar, som är en modernare version av APY-3 radar. Radarantennen är uppdelad i två delar och vardera är lutade 120° från flygplanet i sidledes. APY-7 gör det möjligt att upptäcka, övervaka och klassificera upp till 600 markmål på 250 km avstånd från flygplanet. Den kan även upptäcka helikoptrar, roterande antenner och flygplan som flyger i låg hastighet.  Det är inte möjligt för radarn att bestämma om markmål är fientligt (eller inte) och inte heller vad markmålet är för något.  
APY-7 används endast på JSTARS då den är för stor på för att användas på de flesta spaningsflygplanen som USA:s flygvapen äger. 

### Kommunikationssystem
Flygplanet är utrustat med kommunikationssystem som klarar både fysiska och elektroniska störningar och gör det möjligt att skicka spaningsinformation i realtid till enheter på marken, såsom krigsledning.

### Konsoler och stridsledning
Ombord flygplanet finns det mellan 21 och 28 konsoler. En konsol är en dator som används för att ta del av spaningsinformation i realtid. Konsoler gör det möjligt för besättning att dela upp och fokusera på olika marksektioner samtidigt. Konsoler finns även på marken. Flygplanet är även byggt för att kunna agera som en luftburen stridsledning. Därför finns det möjlighet för flygplanet att kommunicera med andra militära enheter i dess område, såsom drönare och flygplan. Den avancerade radarn gör det möjligt för en ledning ombord att styra och hjälpa markenheter i realtid.

## Varianter
E-8A
Originalmodell och prototyp utvecklad och testad år 1987. Finns två flygplan av denna modell. Den ena byggdes om till en TE-8A. 
E-8B
Modellen var ett förslag på hur man kunde bygga om nya Boeing 707 till E-8 Joint STARS. Dock avslutades detta projekt som följd av att flygvapnet valde att köpa begagnade flygplan.
E-8C
En uppgraderad modell av E-8A med en plats för 21 besättningsmedlemmar, varav 18 kan använda konsoler kopplade till instrument. Första färdiga varianten levererades i mars 1994 till USA:s flygvapen.   
TE-8A
Ett träningsflygplan som inte har några spaningsinstrument installerade. Alla TE-8A är tagna ur tjänst.
YE-8B
Modellen var ett förslag på hur man kunde bygga om E-6 Mercury till E-8C. Programmet avslutades till följd av att man avvecklade E-8B. Flygplanet som var köpt till programmet (Reg. No. 88-0322) byggdes om till en E-3A Sentry och såldes till Saudiarabiens flygvapen. 

## Användning i fält
Utvalda operationer som E-8 Joint STARS har använts i:
- Operation Desert Storm
- Operation Enduring Freedom
- Operation Iraqi Freedom, där flygplanet flög över 50 uppdrag.
- Operation Odyssey Dawn
- Operation New Dawn
- Operation Unified Protector
- Operation Joint Endeavor
- Kriget i Ukraina för att övervaka ryska markenheter där den har utgått från Ramstein Air Base i Tyskland.[a]

## Operatörer
USA - 15 E-8 JSTARS i aktiv tjänst år 2022. 
Air Combat Command (1991-nu)
- 461st Air Control Wing - Robins Air Force Base, Georgia
  - 12th Airborne Command and Control Squadron
  - 16th Airborne Command and Control Squadron
- 116th Air Control Wing - Robins Air Force Base, Georgia
  - 128th Airborne Command and Control Squadron
- Air National Guard (2006-nu)

## Flygplan
Lista över registrerade flygplan av modell E-8 JSTARS. 
| No. | Reg. nummer | Reg. nummer | Modell | MSN   | Block      | Ram      | Ram  | Levererat till USAF | Status    | Tidigare ägare  | Kommentar                                                                             |
| No. | Militärt    | F.d.        | Modell | MSN   | Block      | Modell   | År   | Levererat till USAF | Status    | Tidigare ägare  | Kommentar                                                                             |
| --- | ----------- | ----------- | ------ | ----- | ---------- | -------- | ---- | ------------------- | --------- | --------------- | ------------------------------------------------------------------------------------- |
| 1   | 86-0416     | N770JS      | E-8A   | 19626 | Ej i block | 707-338C | 1968 | Augusti 1987        | Aktiv     | Qantas Airways  | Prototypflygplan för JSTARS.                                                          |
| 2   | 86-0417     | N780JS      | TE-8A  | 19574 | Ej i block | 707-338C | 1968 | November 1988       | Ur tjänst | American A/L    | Prototypflygplan för JSTARS.                                                          |
| 3   | 88-0322     | N707UM      | YE-8B  | 24503 | Ej i block | 707-228C | 1967 | -                   | Ur tjänst | American A/L    | Prototypflygplan för JSTARS YE-versionen. Såldes till Saudiarabien som E-3A Sentry.   |
| 4   | 90-0175     | N526SJ      | TE-8A  | 19621 | Ej i block | 707-323C | 1967 | Mars 1994           | Ur tjänst | Qantas Airways  | Utrustad med 4 x Pratt & Whitney JT8D-219.                                            |
| 5   | 92-3289     | N4131G      | E-8C   | 19622 | Block 10   | 707-338C | 1967 | Juni 1995           | Ur tjänst | Qantas Airways  | Den första E-8C att tas ur tjänst.                                                    |
| 6   | 92-3290     | N4115J      | E-8C   | 19295 | Block 10   | 707-338C | 1967 | December 1996       | Aktiv     | Qantas Airways  | Användes i Operation Joint Endeavour.                                                 |
| 7   | 93-0597     | N707MD      | E-8C   | 19294 | Block 10   | 707-338C | 1967 | November 1997       | Ur tjänst | Qantas Airways  | Flygplanet skadades 2009 under ett försöka att lufttanka flygplanet.                  |
| 8   | 93-1097     | N6546L      | E-8C   | 19296 | Block 10   | 707-338C | 1967 | (Okänd månad) 1998  | Aktiv     | Qantas Airways  | Användes i Operation Enduring Freedom.                                                |
| 9   | 94-0284     | N2178F      | E-8C   | 19293 | Block 10   | 707-338C | 1967 | (Okänd månad) 1999  | Aktiv     | Qantas Airways  | Användes i Operation Enduring Freedom.                                                |
| 10  | 94-0285     | N760FW      | E-8C   | 19442 | Block 10   | 707-373C | 1967 | (Okänd månad) 1999  | Aktiv     | Omega Air       |                                                                                       |
| 11  | 95-0121     | N770FW      | E-8C   | 20016 | Block 10   | 707-321C | 1967 | Januari 2000        | Aktiv     | Pan American    |                                                                                       |
| 12  | 95-0122     | JY-ADP      | E-8C   | 20495 | Block 10   | 707-3D3C | 1971 | (Okänd månad) 2000  | Aktiv     | Royal Jordanian |                                                                                       |
| 13  | 96-0042     | 13705       | E-8C   | 20319 | Block 10   | 707-347C | 1970 | (Okänd månad) 2000  | Aktiv     | CAF             | Flygplanet skadades allvarligt i orkanen Rita 2005 vid anläggningen vid Lake Charles. |
| 14  | 96-0043     | 13702       | E-8C   | 20316 | Block 10   | 707-347C | 1970 | November 1997       | Aktiv     | CAF             | Flygplanet skadades allvarligt 2001 när ett hydrauliskt system ombord smälte.         |
| 15  | 97-0100     | N707MB      | E-8C   | 19986 | Block 20   | 707-335C | 1968 | Augusti 2001        | Aktiv     | Air France      |                                                                                       |
| 16  | 97-0200     | 13703       | E-8C   | 20317 | Block 20   | 707-347C | 1970 | November 2001       | Aktiv     | CAF             | Taget ur tjänst 1997 av Kanadas flygvapen.                                            |
| 17  | 97-0201     | 13704       | E-8C   | 20318 | Block 20   | 707-347C | 1970 | Augusti 2002        | Aktiv     | CAF             | Taget ur tjänst 1997 av Kanadas flygvapen.                                            |
| 18  | 99-0006     | 10+02       | E-8C   | 19998 | Block 20   | 707-307C | 1968 | Augusti 2002        | Aktiv     | Luftwaffe       | Taget ur tjänst 1999 av Luftwaffe.                                                    |
| 19  | 00-2000     | N1786B      | E-8C   | 20043 | Block 20   | 707-396C | 1970 | Februari 2003       | Ur tjänst | Wardair         | Beslagtagit av USA:s Justitiedepartement på grund av drogsmuggling 1981.              |
| 20  | 01-2005     | N7567A      | E-8C   | 19382 | Block 20   | 707-323C | 1967 | Mars 2003           | Aktiv     | American A/L    | Flygplanet skadades allvarligt i orkanen Rita 2005 vid anläggningen vid Lake Charles. |
| 21  | 02-9111     | N8401       | E-8C   | 19581 | Block 20   | 707-323C | 1967 | Mars 2005           | Aktiv     | American A/L    | Sista i flygplanet av JSTARS produktion.                                              |

## Galleri

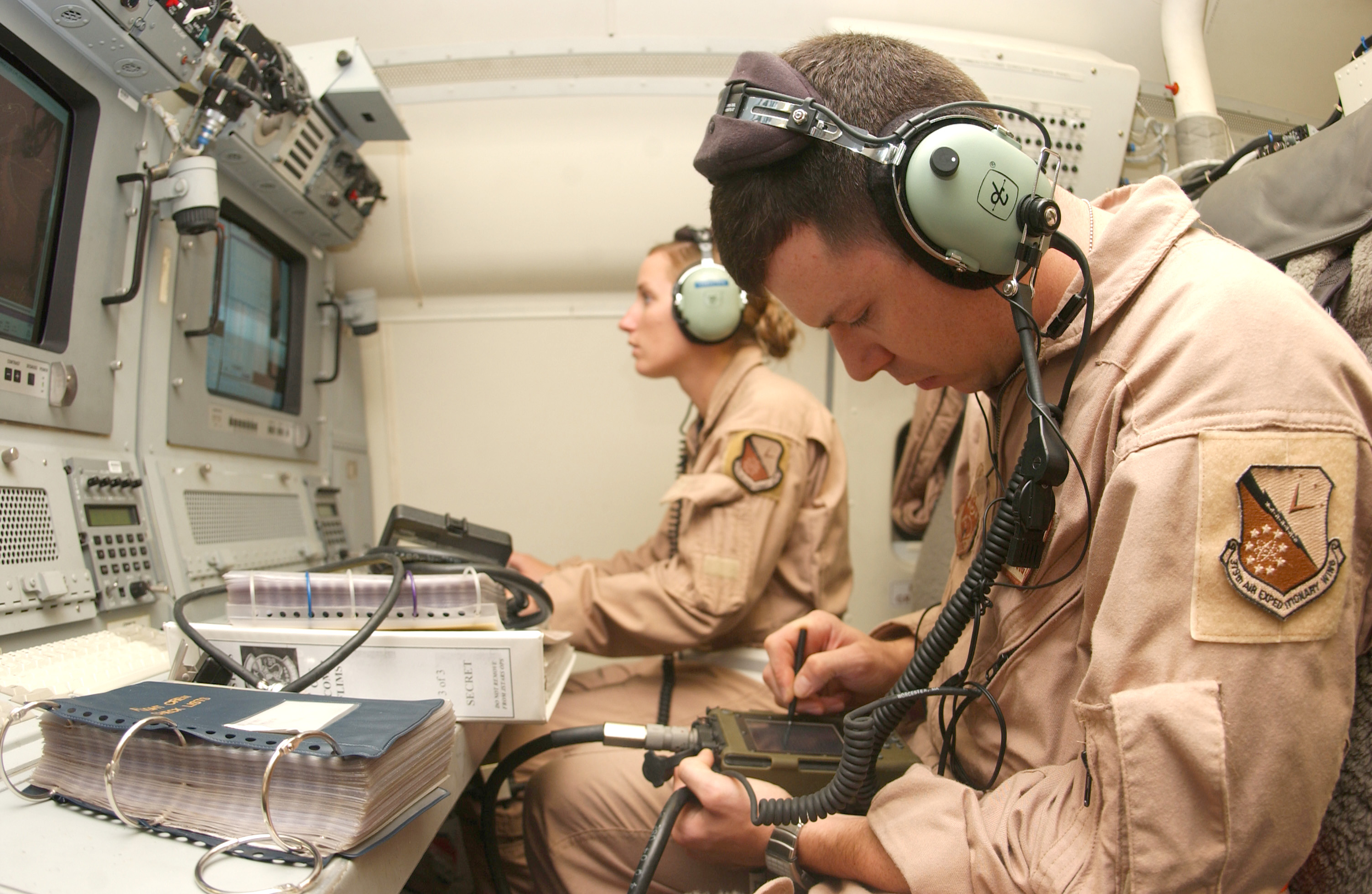
Besättning i tjänst ombord.
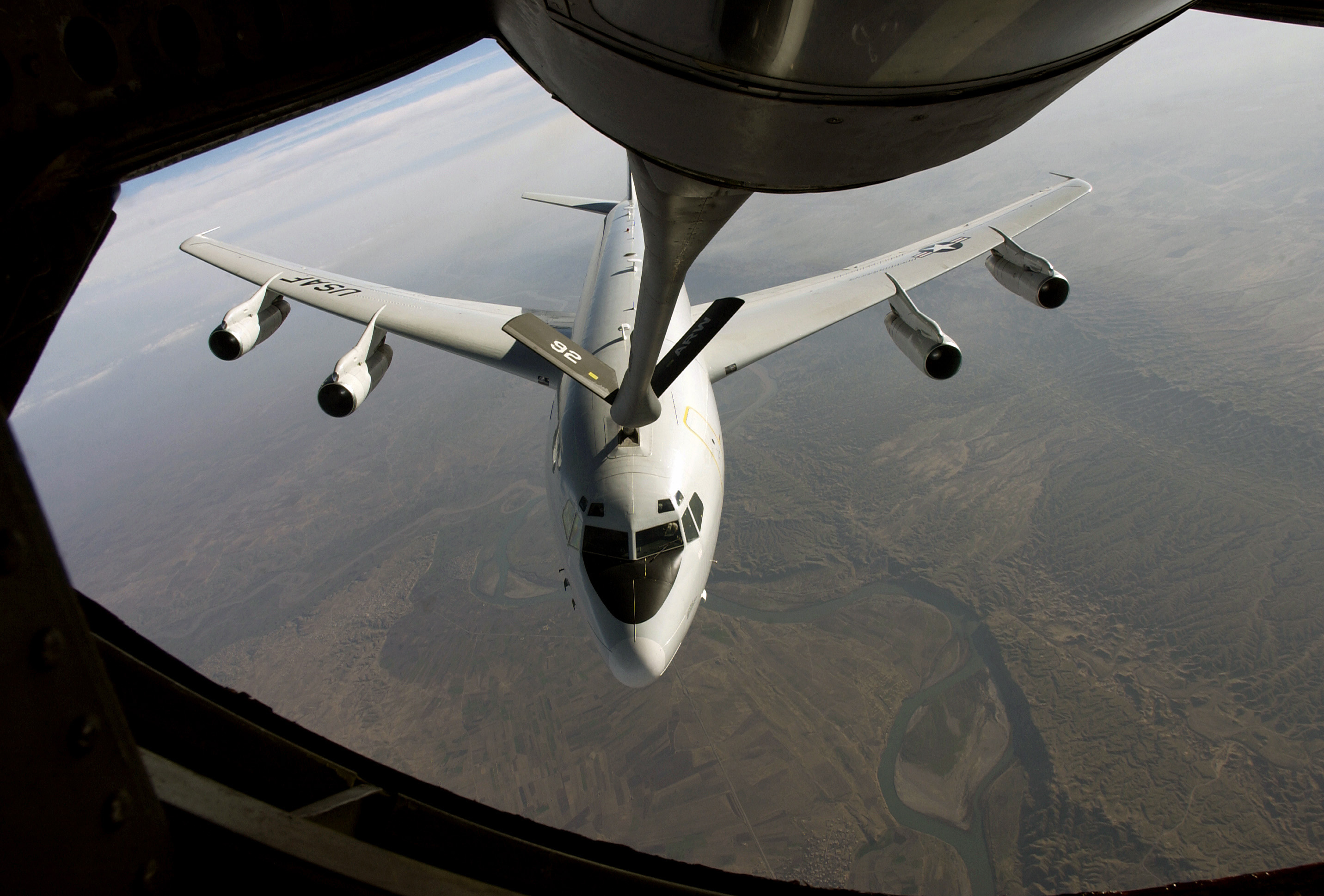
Lufttankning från en KC-135 till en E-8C.
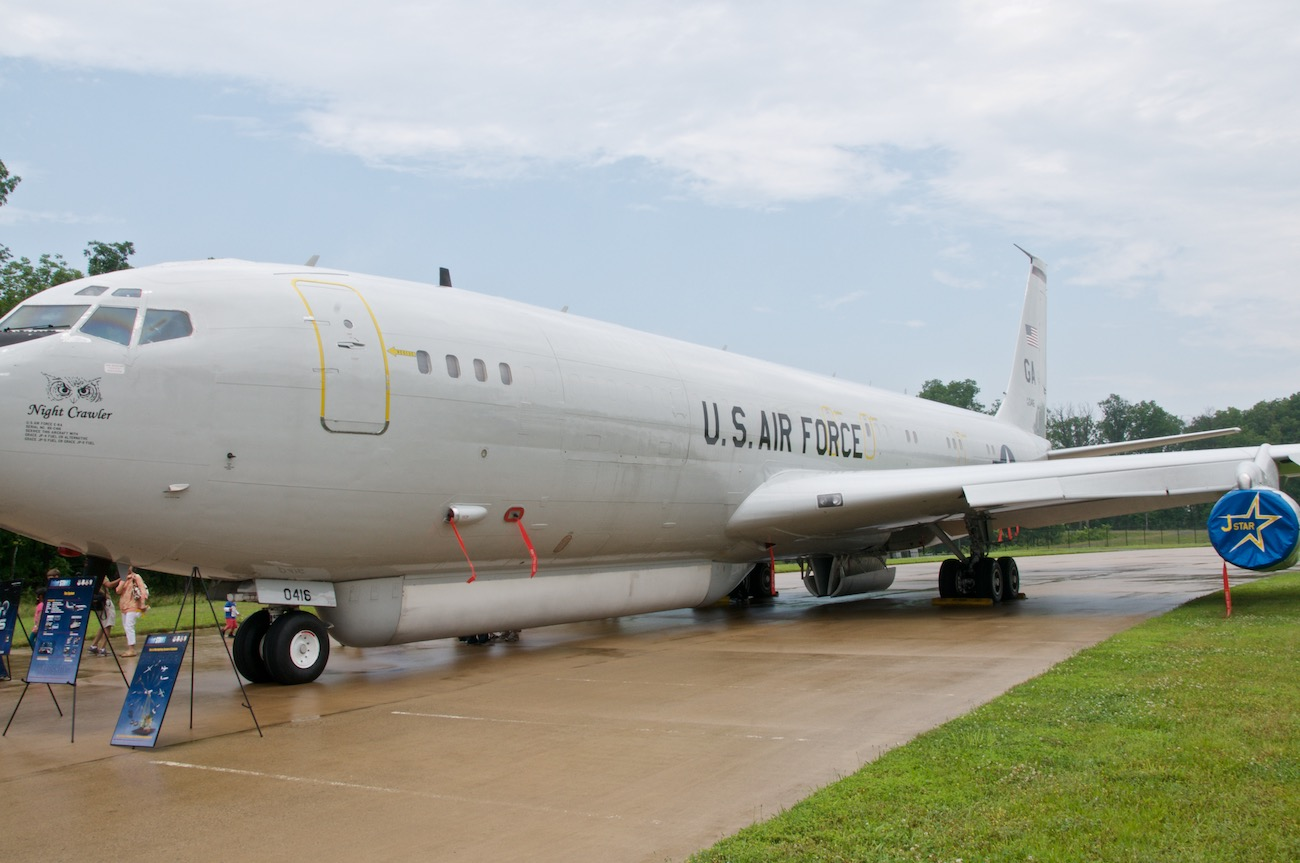
E-8A - prototypplan, där man tydligt ser antennen monterad på flygplanets undersida.
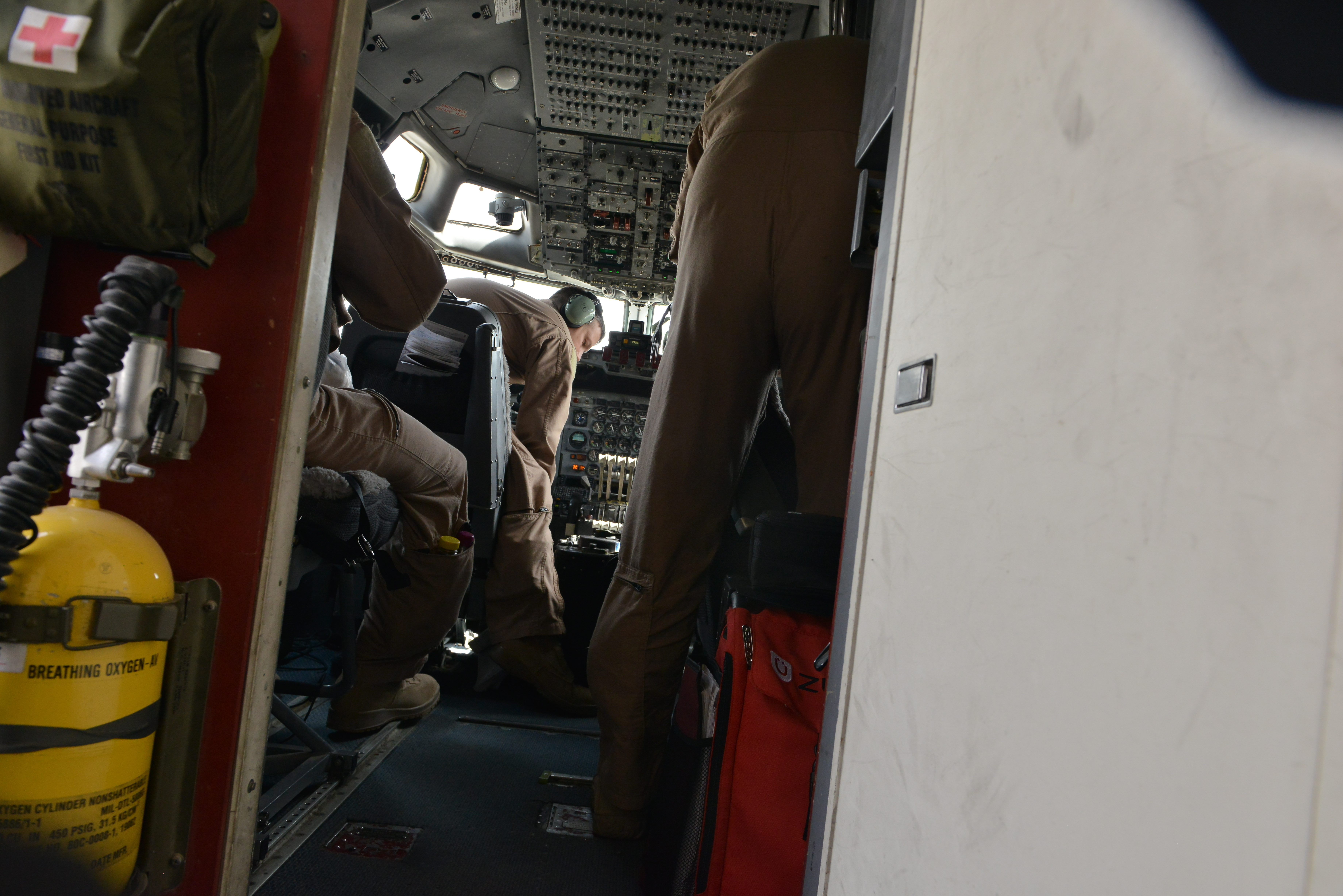
Kabinen ombord ett E-8 JSTARS.